# يوشيكازو تاكوشي
يوشيكازو تاكوشي (باليابانية: 竹内義和) (27 فبراير 1955، واكاياما في اليابان)؛ روائي ياباني.

## روابط خارجية
- يوشيكازو تاكوشي على موقع IMDb (الإنجليزية)
- يوشيكازو تاكوشي على موقع قاعدة بيانات الفيلم (الإنجليزية)
- يوشيكازو تاكوشي على موقع ANN person (الإنجليزية)